# Tomás Fernando Flores
Tomás Fernando Flores Corchero (Puertollano, província de Ciudad Real, 1961) és un periodista i crític musical espanyol.
Des de 2012 és el director de la cadena pública espanyola de ràdio musical Radio 3. On ha impulsat projectes com a Radio 3 Extra i multiplicat la presència de l'emissora en institucions culturals, festivals i ciutats.

## Biografia
Llicenciat en Ciències de la Informació per la Universitat Complutense de Madrid. Va començar en la ràdio a la fi de la dècada de 1970, a Radio Popular de Puertollano. En 1982 es va incorporar a la plantilla de Radio Nacional de España, on ha participant en programes com a Zona Reservada, Alta Impedancia, Diario Pop o Arrebato. Des de 1996 esta al capdavant del programa de música electrònica Siglo 21, que s'emet de dilluns a dissabte de 12:00 a 13:00 hores. També signa la saga de compilacions homònima editades per l'emissora pública. En elles es recullen alguns dels millors temes emesos en el seu programa cada temporada. Ja ha editat set volums, entre 1997 i el 2007.
A més de la seva intervenció a Radio 3, s'ha ocupat de la informació musical a Radio 1 i a Radio 5. També ha presentat programes, concerts i festivals a Televisió Espanyola, on ha dirigit programes com Planeta Rock o Fora de Sèrie, i ha estat comentarista del Festival de la Cançó d'Eurovisió de 1989 i 1991. Col·labora amb el diari El Mundo des de la seva fundació i ha escrit per a publicacions musicals especialitzades com a Popular 1 o Rockdelux, i ha estat director de l' Anuario Musical de Discoplay. També ha estat assessor de La Casa Encendida de Madrid i d'altres organismes i centres culturals, on ha exercit de comissari i/o conferenciant.
El 19 de juliol de 2012 assumeix el càrrec de director de la cadena, Radio 3.
A penes exerceix com a discjòquei, perquè rares vegades accepta més d'una cita a l'any, però ha estat DJ en alguns dels festivals més importants d'Espanya, com el Sónar o el Festival Internacional de Benicàssim.
En l'actualitat compagina la seva labor periodística amb la pedagògica. És professor del Màster de Radi de la Universitat Complutense de Madrid, on imparteix l'assignatura de Nous Formats del Mitjà.
El 16 de novembre de 2013 va ser guardonat amb l'Antena d'Or, per la Federació d'Associacions de Ràdio i Televisió d'Espanya. Entitat formada pels professionals dels mitjans audiovisuals de tot el país.
El juliol de 2018 va ser proposat per a presidir Ràdio Televisió Espanyola pel PSOE
En octubre de 2018 fou guardonat amb el Premi Ondas por la seva trajectòria professional.